# Umerkot (stad)
Umerkot of Umarkot (Sindhi: عمرڪوٽ; Urdu: عُمركوٹ) is een stad in het oosten van de Pakistaanse provincie Sind. De stad ligt op de grens van de Indusvlakte en de Tharwoestijn, zo'n 75 kilometer ten zuidoosten van Mirpur Khas en zo'n 65 kilometer ten zuidwesten van de grens met India. In de stad staat een Rajputfort waar de Mogolkeizer Akbar in 1542 werd geboren, toen zijn vader Humayun en diens gevolg – vluchtend van Sher Shah Suri – onderdak kregen van een plaatselijk dorpshoofd. Umerkot telde volgens de census in 2017 ongeveer 134.000 inwoners.